# Гонжа (село)
Гонжа (рос. Гонжа) — село у Магдагачинському районі Амурської області Російської Федерації. Розташоване на території українського історичного та етнічного краю Зелений Клин.
Входить до складу муніципального утворення Гонжинська сільрада. Населення становить 735 осіб (2018).

## Історія
З 20 жовтня 1932 року входить до складу новоутвореної Амурської області.
З 1 січня 2006 року входить до складу муніципального утворення Гонжинська сільрада.

## Населення
| 2002 | 2010 | 2012 | 2013 | 2014 | 2015 | 2016 |
| ---- | ---- | ---- | ---- | ---- | ---- | ---- |
| 1033 | ↘839 | ↘805 | ↘762 | ↘739 | ↘718 | ↗731 |
| 2017 | 2018 |      |      |      |      |      |
| ↗738 | ↘735 |      |      |      |      |      |